# Нуралы-хан
Нуралы-хан (каз. Нұралы хан, Нурали султан, Нурали Гази бахадур хан) (1710—1790) — хан Младшего жуза (1748−1786), старший сын и преемник Абулхаир-хана.

## Биография
В 1731 году султан Нуралы встречал русское посольство под руководством татарского мурзы Кутлу-Мухаммеда Тевкелева.
В 1740 году стал ханом аральских казахов. В следующем 1741 году Нуралы-хан убил хивинского хана Тахира, ставленника иранского Надир-шаха, и сам занял хивинский ханский престол. Однако, Надир-шах отстранил от власти Нуралы и назначил ханом Мухаммеда Абулгазы, сына казахского хана Жолбарыса. Нуралы вынужден был вернуться в казахские степи.
В 1748 году после гибели своего отца Абулхаира Нуралы был избран ханом Младшего жуза. В следующем году российское правительство официально подтвердило его ханский титул.
Нуралы-хан был активным сторонником интересов России. В 1755 году участвовал в подавлении башкирского восстания под руководством Батырши, а в 1771 году возглавлял ополчение Младшего жуза, которое преследовало калмыцкую орду, бежавшую из Поволжья в Джунгарию. Нуралы-хан стремился использовать российское подданство для усиления своего личного экономического и политического влияния среди казахов.
Нуралы хан несмотря на подданство России, на ряду с другими казахскими ханами и султанами отправляет свое посольство в Китай, в 1763 году вместе с афганским Ахмад-шахом и хорезмским Каип-ханом в Пекин. Второе посольство было отправлено им во главе с сыном Абылай-султаном.
Во время казацко-крестьянского восстания под руководством Емельяна Пугачёва казахский хан Нуралы вел двойную политику. Старшины Младшего жуза не раз выражали недовольство своим ханом, писали на него жалобы в Санкт-Петербург. Нуралы-хан сам неоднократно выходил с предложением к российским властям репрессивными мерами ослабить власть сильнейших казахских родоправителей, в том числе, Казыбека-би, Кабанбай батыра.
Политика Нуралы, опиравшаяся на поддержку оренбургской администрации, вызывала недовольство простого народа и явилась одной из причин освободительного восстания казахов под предводительством батыра Сырыма Датова (1783−1797).
В апреле 1786 года Нуралы-хан лишился власти и бежал из степей в Оренбург. В июне того же 1786 года российская императрица Екатерина II отстранила казахского хана Нуралы от ханской власти. Нуралы-хан был отправлен в Уфу, где скончался в 1790 году.

## Семья
У Нуралы хана было 15 жен, 17 наложниц, а от них - 40 сыновей и 34 дочери.